# AZS Uniwersytet Warszawski (futsal)
AZS Uniwersytet Warszawski (AZS UW Warszawa) – męski klub futsalu z siedzibą w Warszawie należący do AZS Uniwersytetu Warszawskiego i będący jego sekcją. W sezonie 2011/2012 uczestniczy w rozgrywkach I ligi futsalu.

## Kadra

### Sezon 2011/2012
| Bramkarze        |        |                     |
| 1.               | Polska | Kamil Madzio        |
| 12.              | Polska | Paweł Stryjek       |
| 96.              | Polska | Michał Kozłowski    |
| 13.              | Polska | Norbert Plichta     |
| Zawodnicy z pola |        |                     |
| 8.               | Polska | Przemysław Cegiełko |
| 22.              | Polska | Karol Domżała       |
| 5.               | Polska | Paweł Juchniewicz   |
| 2.               | Polska | Jakub Mykowski      |
| 9.               | Polska | Remigiusz Mytyk     |
| 7.               | Polska | Grzegorz Och        |
| 6.               | Polska | Mateusz Olkowski    |
| 14.              | Polska | Maciej Piwowarczyk  |
|                  | Polska | Eryk Stoch          |
| 10.              | Polska | Rafał Prażuch       |
| 17.              | Polska | Paweł Szymańczuk    |
|                  | Polska | Jakub Szkopiński    |
| 19.              | Polska | Adam Grzyb          |
|                  | Polska | Nikodem Starek      |
|                  | Polska | Dominik Majewski    |
|                  | Polska | Jakub Iwaszek       |
| 20.              | Polska | Rafał Klimkowski    |

### Sezon 2009/2010
Bramkarze: Maciej Antoniak, Michał Kozłowski, Norbert Plichta, Paweł Sobolewski
Zawodnicy z pola: Przemysław Alberski, Arkadiusz Bagiński, Patryk Bieńkowski (tylko jesień), Przemysław Cegiełko, Karol Domżała, Sebastian Groszek (tylko jesień), Paweł Juchniewicz, Tadeusz Kiełbiewski (tylko jesień), Jakub Mykowski, Remigiusz Mytyk, Grzegorz Och, Mateusz Olkowski, Maciej Piwowarczyk (tylko wiosna), Kamil Plisikiewicz, Rafał Prażuch (tylko wiosna), Paweł Szymańczuk (tylko wiosna), Hubert Zambrowski (tylko wiosna)

### Sezon 2008/2009
Bramkarze: Marcin Koziorowski, Michał Kozłowski, Jakub Rytka, Adam Tomczyk
Zawodnicy z pola: Przemysław Alberski, Arkadiusz Bagiński, Patryk Bieńkowski, Przemysław Cegiełko, Maciej Czekański, Karol Domżała, Sebastian Groszek, Andrzej Januszewski (tylko jesień), Paweł Juchniewicz (tylko wiosna), Tadeusz Kiełbiewski, Rafał Klimkowski, Remigiusz Mytyk, Mateusz Nagórski (tylko jesień), Grzegorz Och (tylko wiosna), Mateusz Olkowski, Kamil Plisikiewicz, Marcin Rosłoń, Marcin Sianowski, Łukasz Smolarow (tylko wiosna)

### Sezon 2007/2008
Bramkarze: Marcin Koziorowski, Filip Sierant, Paweł Sobolewski, Adam Tomczyk
Zawodnicy z pola: Arkadiusz Bagiński, Piotr Bartnik (tylko jesień), Przemysław Cegiełko, Karol Domżała, Sebastian Groszek (tylko wiosna), Ivan Ilczyszyn (tylko wiosna), Andrzej Januszewski, Paweł Juchniewicz, Tadeusz Kiełbiewski, Grzegorz Och (tylko wiosna), Marcin Pawłowski (tylko jesień), Marcin Rosłoń, Łukasz Rossa (tylko wiosna), Marcin Sianowski, Tomasz Siennicki, Paweł Staniszewski, Adrian Stępkowski (tylko jesień)